# 北海道立衛生研究所
北海道立衛生研究所（ほっかいどうりつえいせいけんきゅうしょ）は、公衆衛生の向上を目的として北海道が設置する研究所である。ボツリヌス菌による食中毒の血清療法とエキノコックス症の疫学と血清診断などでは、国際的に高い評価を得ている。

## 組織
本研究所の組織構成は次の通り。
- 所長
  - 副所長
    - 企画総務部
    - 生活科学部
    - 食品科学部

  - 感染症センター長
    - 感染症部

### 歴代所長
1. 中村豊　 1949年～
2. 安保寿　 1965年～
3. 安倍三史 1972年～
4. 兵藤矩夫 1979年～
5. 熊谷満　 1985年～
6. 桜田教夫 1992年～
7. 木村浩男 1994年～
8. 田村正秀 1999年～
9. 本間寛　 2003年～
10. 澤田幸治 2006年～
11. 長井忠則 2008年～
12. 後藤良一 2011年～
13. 岡野素彦 2014年～

## 沿革
本研究所は1948年の地方衛生研究所設置要綱（昭和23年4月7日厚生省発予第20号）に基づき、従来道庁の内部に存在した衛生試験所を改組して設立された。
- 1949年9月3日 - 設立（昭和24年北海道条例第56号）。
- 1955年9月1日 - 北海道立食糧栄養研究所を併合（昭和30年北海道条例第63号）。
- 1962年5月 - 札幌市南区に庁舎を新設。
- 1965年7月 - 公害科新設に伴う機構改革。
- 1970年4月 - 北海道公害防止研究所（現・北海道立総合研究機構北海道環境科学研究センター）の新設により、公害部を廃止。
- 1971年8月 - 一部機構改革。薬用植物園を設置。
- 1971年12月 - 札幌市北区に庁舎を新築移転。
- 1982年5月 - 一部機構改革。
- 1994年4月 - 一部機構改革。
- 2002年4月 - 機構再編成。